# La macchina del tempo (romanzo)
La macchina del tempo (The Time Machine) è un romanzo di fantascienza di H. G. Wells, pubblicato per la prima volta nel 1895.
È una delle prime storie ad aver portato nella fantascienza il concetto di viaggio nel tempo basato su un mezzo meccanico, inaugurando un intero filone narrativo che ha avuto particolare fortuna nel XX secolo.
Sarà proprio nel 1895 che Wells otterrà il successo dando alle stampe La macchina del tempo, La visita meravigliosa e Il bacillo rubato e altri casi, considerate le sue prime opere rivolte al grande pubblico. L'anno dell'affermazione letteraria di Wells coincide casualmente con l'anno di morte del suo maestro Thomas Henry Huxley e con quello del matrimonio con la sua alunna Amy Catherine Robbins.

## Storia editoriale
Benché La Macchina del tempo sia una delle opere più famose e innovative di H. G. Wells, essa trae spunto da un'altra opera dello scrittore, Gli argonauti del tempo (The Chronic Argonauts), un racconto di fantascienza pubblicato per la prima volta in tre parti (secondo altre fonti due parti) rispettivamente in aprile, maggio e giugno 1888 sul The Science Schools Journal, giornale scolastico del Royal College of Science. Oltre al racconto fantascientifico, l'opera trae spunto da un breve saggio intitolato The Universe Rigid. L'opera trae a sua volta spunto nel 1885 - 1887, periodo di frequentazione della Debating Society degli studenti, dove Wells senti parlare dell'idea di una cornice quadridimensionale per una nuova apprensione dei fenomeni fisici, che in seguito portò lo scrittore a redigere il manoscritto, L'universo rigido.
Nell'inverno del 1890-91, dopo essersi laureato, Wells riprese un periodo di piacevole serenità intellettuale in cui la mente poteva permettersi di elaborare un'idea per giorni e giorni, in questo periodo scrisse il saggio The Rediscovery of the Unique che venne stampato da Frank Harris allora editore della rivista Fortnightly Review (luglio 1891).
Il successo ebbe l'effetto di stuzzicare l'appetito per la stampa, portando Wells a sottoporre all'attenzione di Harris, un secondo articolo, L'Universo Rigido, che l'editore spedì immediatamente alle stampe, leggendone il contenuto soltanto nella stampa di prova. L'opera fu giudicata da Harris incomprensibile, cosa che diede modo a Wells di scartare l'idea della possibile teoria scientifica, rielaborandola sul piano fantascientifico.
Grazie a queste opere a Wells si presentò una grande occasione quando il direttore del National Observer, Ernest Henley, lo contattò per una serie di articoli vagamente connessi ai viaggi nel tempo. A partire da marzo fino a giugno 1894 vennero pubblicate sette puntate sotto il titolo di The Time Traveller's Story, l'opera non vedrà la pubblicazione della conclusione della storia, in seguito al passaggio di Hentley al New Review. Hentley passato alla nuova testata si rivolse nuovamente a Wells, chiedendogli di revisionare la sua idea sui viaggi nel tempo, pubblicando da gennaio a maggio in cinque puntate il romanzo col titolo di The Time Machine e persuadendo William Heineman a pubblicare la storia come libro, quella che nel 1895 sarebbe diventata la prima edizione de La macchina del tempo.
Sebbene il primo romanzo in formato libro sia generalmente accreditato all'edizione Heinemann (29 maggio 1895), il 7 maggio la Henry Holt and Company pubblica l'opera di Wells in formato hardcover, si tratta di fatto della prima edizione di The Time Machine in un unico volume, l'opera è accreditata a H. S. Wells.
H. S. W.»
(Nota dell'autore a inizio pagina nell'edizione Henry Holt and Company)
Nonostante Wells sia generalmente accreditato come divulgatore del concetto di viaggio nel tempo, utilizzando un veicolo che consente a un operatore di viaggiare intenzionalmente e selettivamente, il breve racconto di Edward Page Mitchell del 1881, L'orologio che andò al contrario (The Clock that Went Backward) anticipa il concetto incentrando la storia su un orologio che permette a una persona di viaggiare indietro nel tempo.

## Possibili fonti di ispirazione
In un saggio del 1880 di Charles Howard Hinton intitolato Che cosa è la quarta dimensione?, l'autore suggerì che i punti che si muovono nello spazio a tre dimensioni potrebbero essere immaginati come intersezioni successive di una statica disposizione quadridimensionale delle linee passanti attraverso un piano tridimensionale, un'idea che ha anticipato le nozioni di linea oraria (world line) e di quarta dimensione assimilabile al tempo presenti nella teoria della relatività di Albert Einstein, nonostante Hinton non se lo fosse aspettato e l'articolo fosse soprattutto incentrato sulle possibilità di una quarta dimensione spaziale. Nello scritto Hinton si occupa dell'idea della quarta dimensione come spazio piuttosto che come tempo. L'argomento mostrato geometricamente propone che un'estensione da un quadrato a un cubo sia essenzialmente lo stesso tipo di estensione che da una linea a un quadrato, Wells lavora da queste idee sulla prima pagina di La Macchina del tempo. Nel 1934 Wells scrisse nella sua autobiografia che mentre studiava per diventare uno scienziato, sentì parlare e impose l'idea di una cornice quadridimensionale per una nuova apprensione dei fenomeni fisici, che successivamente diede una cornice per la sua prima fantasia scientifica. Nella prefazione curata da Wells nell'edizione del 1931, Wells afferma che l'idea sviluppatasi nella Macchina del tempo non è mai stata una sua peculiare idea, il che suggerisce che Wells avesse sentito parlare del lavoro di Hinton sul tempo come una dimensione.
Le prime pagine dell'opera di Wells mostrano chiaramente lo stesso modo di pensare di Hinton. Il protagonista spiega la quarta dimensione in termini di geometria, ma questa è sviluppata in modo che la quarta dimensione sia vista come temporale piuttosto che spaziale. Gli effetti sono gli stessi, come afferma Hinton che "un corpo a quattro dimensioni apparirebbe all'improvviso come un corpo completo e finito, e come all'improvviso scomparirà, non lasciando alcuna traccia di sé stesso, nello spazio ...".
Hinton in seguito introdusse un sistema di cubi colorati attraverso lo studio del quale era possibile imparare a visualizzare lo spazio quadridimensionale (Casting out the Self, 1904). Il sistema richiedeva molto esercizio, e in seguito qualcuno sostenne che questi cubi avevano portato più persone brillanti alla follia.
I racconti scientifici di Hinton, compreso Che cosa è la quarta dimensione? e Un mondo piatto, furono pubblicati in una serie di nove opuscoli da Swan Sonnenschein & Co., tra il 1884 e il 1886. Nell'introduzione a Un mondo piatto, Hinton si riferì al recente Flatlandia: Racconto fantastico a più dimensioni di Edwin Abbott Abbott, spiegando che aveva un disegno simile ma un'intenzione differente. Secondo Hinton, Abbot usava le storie come un palcoscenico su cui mettere la sua satira e le sue lezioni, mentre Hinton nel suo lavoro diceva di volere soprattutto ragionare sui fatti concreti. Il mondo di Hinton esisteva più sulla superficie di una sfera che sulla superficie di un piano. Strinse ancor più il suo collegamento ad Abbott scrivendo Un episodio su Flatlandia: o come un semplice quadrato scoprì la terza dimensione, del 1907.

## Trama
(Narrazione del protagonista circa il viaggio nel tempo da lui compiuto.)
Nell'Inghilterra di fine Ottocento, un eccentrico scienziato e inventore, grande conoscitore di fisica e meccanica, racconta ai suoi più stretti amici di aver trovato il modo di viaggiare nel tempo, ma il suo racconto non viene creduto.
Pochi giorni dopo, durante una cena molto importante a casa sua, il protagonista ricompare in uno stato veramente terrificante: oltre al colorito pallido e all'espressione sconvolta tutto il suo corpo è ricoperto di ferite e cicatrici e i suoi abiti sono sporchi e distrutti.
Egli racconta di aver costruito un mezzo in quarzo e avorio capace di viaggiare avanti e indietro nel tempo, ma non nello spazio, e di aver navigato lungo la corrente del tempo fino a raggiungere l'anno 802.701, periodo in cui l'umanità gli si è presentata divisa in due tronconi differenti, dei quali la prima che incontra sono gli Eloi (Eloj nell'originale), creature fragili, infantili, gentili e pacifiche che conducono una vita di divertimento, di distrazione e di scarsa attività intellettuale.
Tra le genti degli Eloi stringerà una particolare amicizia con la giovane Weena, che aveva precedentemente salvato dalla morte per annegamento.
Successivamente, quando scopre che la sua macchina del tempo è stata rubata, il viaggiatore nel tempo s'imbatte nei Morlocchi (Morlock nell'originale), esseri mostruosi e ripugnanti che vivono nelle viscere della Terra, che escono la notte per cibarsi delle carni degli Eloi, da loro accuditi e allevati come bestie da macello.
Dopo duri scontri con i Morlocchi e grandi insistenze presso gli Eloi, l'inventore si addentra nel loro mondo sotterraneo e scopre la verità nonostante impieghi molto tempo per capire di quale "animale" è la misteriosa carne. Si reca quindi nel palazzo di porcellana verde, che scoprirà essere un museo, per cercare nuove armi per combattere i Morlocchi, ma, non trovando munizioni per i fucili in quella sala, si accontenta di un pacchetto di fiammiferi e di una leva rotta. Nella notte i Morlocchi tendono un agguato all'inventore, che ingaggia una lotta contro questi, i quali temono la luce, ma Weena perde la vita. Perso ogni interesse per quell'epoca, si addentra nella Bianca Sfinge per recuperare la sua macchina del tempo. I Morlocchi gli tendono un agguato, ma il viaggiatore riesce a sopravvivere e a riprendere la sua invenzione e a metterla in moto. Decide, così, di addentrarsi ancor di più nel futuro e, notato un sole più grande, più freddo e di colore rosso, si ferma in un'epoca dove l'umanità si è estinta e restano solo enormi crostacei e lepidotteri. Un ulteriore salto nel futuro lo porterà, durante un'eclissi, a constatare l'assenza di forme di vita (eccetto per una misteriosa forma animale simile a un pallone da football con dei tentacoli neri) in un pianeta ormai vecchio e alla fine dei suoi giorni. Infine riesce a tornare alla propria epoca d'origine.
Raccontato quanto ha visto e vissuto, il viaggiatore rimonta sul suo mezzo e riprende a vagare nel tempo, senza però fare ritorno.
(Epilogo del romanzo.)

## Analisi sociale
H.G. Wells concepì l'idea di La macchina del tempo come un'analisi accurata della società britannica di epoca vittoriana.
Si possono notare infatti le condizioni degli Eloi, i discendenti della classe dirigente di età vittoriana, dipinti come creature paradisiache cui non manca alcunché, che vivono nel loro mondo fittizio di agio e benessere, ma nella realtà accuditi in veri e propri allevamenti, mostrando agli occhi del lettore il decadentismo borghese e viceversa, i Morlocchi, discendenti degli operai sfruttati della medesima epoca, che vivono ancora nelle viscere della Terra, uscendo la notte per raccogliere gli Eloi migliori da usare per nutrirsi, mostrando il riscatto operaio sulla classe borghese.
Nonostante il riscatto sulla borghesia, Wells sembra voler sottolineare le differenze tra i due schieramenti sociali, come se la classe operaia si fosse riscattata solo in parte. Infatti se da un lato i Morlocchi allevano gli Eloi, e hanno una grande agilità, dall'altra sono mostruosi e vulnerabili alla luce solare, stesso vale per gli Eloi, candidi e delicati ma allo stesso tempo assoggettati dai loro opposti. Ancora una volta l'evoluzionismo darwiniano si mostra agli occhi del lettore, dividendo le due specie sul piano biologico per cause di vita in differenti ambienti.
Questi due schieramenti sociali, per cause di vita in differenti ambienti, finiscono per distinguersi anche sul piano biologico: candidi e delicati gli Eloi; mostruosi, agili ma vulnerabili alla luce solare i Morlocchi.

## Accoglienza e critica

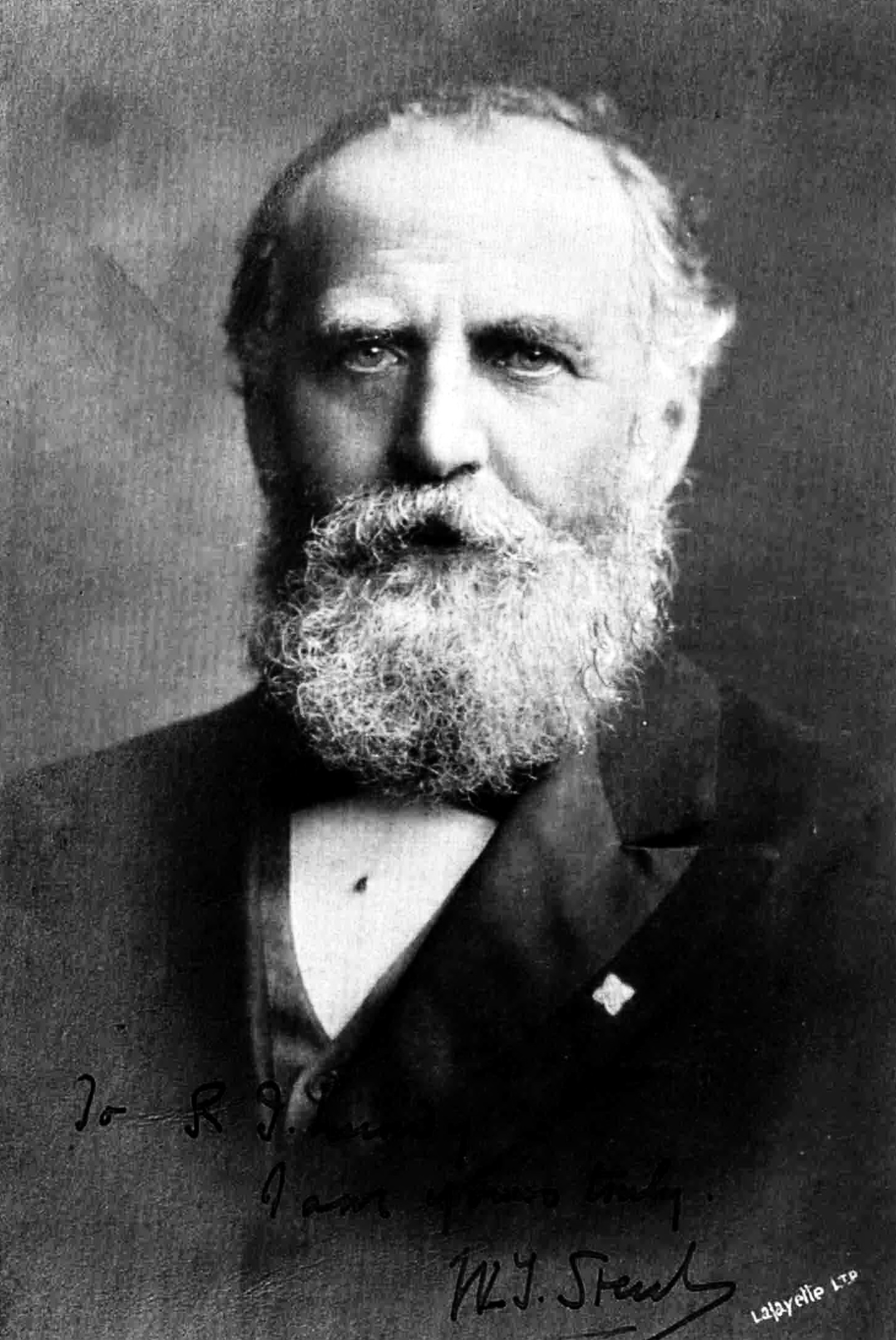
William Thomas Stead (1849-1912) alla guida del Pall Mall Gazette negli anni di pubblicazione dei racconti

Già nel 1893 Wells cominciò a pubblicare circa 30 articoli, principalmente sul Pall Mall Gazette e ben presto molti redattori si proposero al futuro scrittore per offrirgli un ampio spazio per la rassegna di libri e per la critica. L'anno seguente, il direttore del Pall Mall Budget Lewis Hind, suggerì a Wells di utilizzare le sue conoscenze scientifiche per scrivere dei racconti, per le quali avrebbe ricevuto un compenso di 5 ghinee per ogni storia pubblicata.
Un'altra grande occasione si presentò allo scrittore quando il direttore del National Observer Ernest Henley lo contattò per una serie di articoli e quando lo stesso direttore, passato al New Review, chiese a Wells di revisionare la sua idea sui viaggi nel tempo, persuadendo William Heineman a pubblicarne la storia su un libro, quella che nel 1895 sarebbe diventata la prima edizione de La macchina del tempo.
Secondo Ferdinando Ferrara nella prefazione del libro Avventure di fantascienza del 1966, il grande successo letterario delle opere di Wells emerge per il grande pubblico nel 1895 con la pubblicazione di tre volumi:
- La macchina del tempo detta una fantasia
- La visita meravigliosa detta un'avventura fantastica
- Il bacillo rubato e altri casi detta una raccolta di racconti fantascientifici

Fino a prima di quest'anno, che segna la nascita dello scrittore e di alcuni dei suoi romanzi più famosi e importanti, Wells si era limitato a poche opere insignificanti di carattere didattico o sperimentale. Questo enorme successo è tangibile anche dalle annotazioni sul registro delle entrate che lo scrittore aggiorna minuziosamente.
- 1893 380 £ 13 scellini e 7 pence
- 1894 583 £ 17 scellini e 7 pence
- 1895 792 £ 2 scellini e 5 pence
- 1896 1.056 £ 7 scellini e 9 pence[3][36][37].

Nell'arco di un solo anno l'ascesa diventa sempre più rapida; i diritti dell'autore entro il 1896 gli frutteranno 50.000 £, fino ad arrivare a un massimo di 60.000 £ nel 1932 con la pubblicazione del libro The Outline of History del 1919.
Wells trova subito nella critica e presso il pubblico una forte accoglienza generata da un forte entusiasmo, ad esempio il direttore del celebre Pall Mall Gazette William Thomas Stead lo elogia scrivendo di lui: «Wells è un genio», anche altri periodici cominciarono a pubblicare articoli sullo scrittore, come il Review of Reviews che nel marzo 1895 scriverà «H. G. Wells is a man of genius.». Altri due maestri del romanzo tardo vittoriano si apprestano a offrire la loro ammirazione e la loro amicizia allo scrittore, Joseph Conrad e James Joyce.

### Considerazioni critiche generali
Le critiche su La macchina del tempo di H.G. Wells non hanno raggiunto conclusioni sul personaggio o sull'ispirazione del viaggiatore del tempo. Le opinioni divergono molto sulla personalità di questa figura centrale, con i critici che formano tre gruppi distinti, quelli che vedono il Viaggiatore del Tempo come un semplice esempio dello scienziato vittoriano, vittima inconsapevole delle sue stesse scoperte, quelli che lo vedono come un uomo scientifico, e quelli che lo trovano come una riflessione di Wells stesso o su qualche precedente personaggio mitico. Israel Zangwill, in una critica apparsa poco dopo la pubblicazione del romanzo riflette le opinioni del primo di questi gruppi, sostenendo che il viaggiatore del tempo "si comporta esattamente come l'eroe di un romanzo sensazionale comune, con la sua ansia, la disperazione e i suoi continui appelli al destino ". Una parte considerevole della critica contemporanea concorda con questa visione. Robert J. Begiebing osserva che l'eroe di Wells è una specie di personaggio Trickster, un apparente ciarlatano "e mago piuttosto che uno scienziato, mentre John Batchelor definisce il Viaggiatore del Tempo come un personaggio ordinario, anonimo borghese.

### Critica di Israel Zangwill

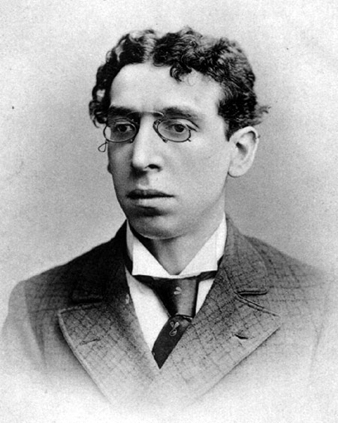
Israel Zangwill

Il 7 settembre 1895, poco dopo la pubblicazione de La macchina del tempo, Israel Zangwill pubblicò l'articolo Paradoxes of Time Travel (dalla colonna regolare “Without Prejudice,” Pall Mall Magazine 7, pp. 153–155, colonna pp. 151–160) nella quale affermava di come gli scrittori sono alla costante ricerca di prospettare il futuro, con innumerevoli tentativi e infiniti romanzi pubblicati sul tema. Negli scritti sul tema, a volte il futuro è grigio con prospettive evolutive e con le previsioni di un uomo post-storico, calvo, sdentato e caduto nella sua seconda infanzia, mentre a volte è allegro e positivo, con ingenui scorci di una rinnovata età d'oro del socialismo e del sentimentalismo.

#### Considerazioni sull'opera
Nel romanzo di Wells, la visione del futuro è incline alla sua forma più grave e più scientifica della profezia, la nozione di un'umanità che degenera inevitabilmente alla semplice pressione del benessere fisico, anche se Zangwill sottolinea come questa non sia una nuova concezione, trovando riscontro negli scritti di Walter Besant con The Inner House e anche, seppur in parte nel National life and character di Charles Henry Pearson.
Zangwill prosegue nel suo articolo sottolineando come Wells si sia arricchito con l'invenzione dei Morlock, un tipo di umanità differenziato che vive sottoterra e si ciba delle specie più morbide e graziose che vivono lussuosamente al sole, paragonando la creativa immaginazione a Jonathan Swift, non priva di riferimenti satirici "al presente scontento". e con una buona parte di ciò che John Tyndall avrebbe chiamato "immaginazione scientifica", nell'ulteriore visione della fine di ogni cosa, una visione molto più cupa e impressionante delle antiche immaginazioni dei veggenti biblici. 

#### Considerazioni sulViaggiatore
Il Viaggiatore, un indifferente libero pensatore, si comporta esattamente come l'eroe di un romanzo sensazionale (Sensation novel) comune, con la sua ansia e la sua disperazione e i suoi appelli al destino, quando si trova nel pericolo di dover rimanere nell'anno 802.701, nel quale ha viaggiato avventatamente; non gli verrà mai in mente che nello stesso anno dovrà ripetere le stesse dolorose esperienze, per non falsificare la visione del futuro, anche se non sembra che la lunga dispersione debba essere vivificata di nuovo. Inoltre, se avesse viaggiato indietro nel tempo, avrebbe riprodotto un passato che, per quanto riguardava la sua stessa apparizione con la sua macchina appena inventata, non sarebbe stato vergognoso, secondo le premesse su cui si basa l'argomento.
Se il Viaggiatore si fosse ripresentato alla sua vita precedente, avrebbe dovuto esistere in due forme contemporaneamente, di diverse età, creando un paradosso di co-esistenza, un'impresa che persino Sir Boyle Roche avrebbe trovato difficile. L'affermazione di Zangwill si riferisce a un episodio che vide coinvolto Roche per aver scusato una volta l'assenza in Parlamento giustificandosi con il presidente con la frase: Signor Presidente, è impossibile che sarei potuto essere in due posti contemporaneamente, a meno che fossi un uccello. Questa citazione è stata riproposta da Ambrose Bierce nel Dizionario del Diavolo  nella sua definizione di ubiquità: Negli ultimi tempi l'ubiquità non è sempre stata compresa, nemmeno da Sir Boyle Roche, ad esempio, che sosteneva che un uomo non può essere in due posti contemporaneamente a meno che non sia un uccello., la citazione viene pronunciata nella commedia di Thomas Jevon del 1686 The Devil of a Wife

#### Considerazioni sulTempo
Queste assurdità illustrano l'assurdo tentativo di affrontare la condizione fondamentale di identificare il tempo, e, nonostante qualche espediente metafisico, degno di Zenone di Elea con i suoi paradossi eleatici, l'opera di Wells con la sua macchina che attraversa il tempo, avanti o indietro, proprio come il tappeto volante de Le mille e una notte attraversano lo spazio, rimane una fantasia divertente.
Che il tempo sia un'illusione è una delle prime lezioni di metafisica; ma, anche se potessimo concretare il tempo come autonomo e irremovibile, come un vasto continuum che contiene tutto ciò che è accaduto e tutto ciò che accadrà, un presente eterno, anche in questo caso introdurre un uomo che viaggia attraverso un oceano addormentato equivale a reintrodurre il concetto di Tempo che è stato appena escluso. C'è davvero più difficoltà a comprendere il presente che il passato o il futuro in cui il Viaggiatore si imbatte, nonostante questo c'è un senso in cui l'esistenza continua e continua da tutti i tempi passati, almeno, può essere colta dall'intelletto umano senza l'intervento della metafisica.
Un esempio si può trovare nelle stelle, la cui luce che raggiunge la Terra, potrebbe essere l'ultima testimonianza di un corpo celeste estintosi migliaia di anni fa, fattore legato alla velocità della luce si potrebbero percepire chiaramente gli avvenimenti sulla superficie, ritrovandosi così a guardare il passato nel presente fino ad arrivare a viaggiare per un dato anno attraverso lo spazio fino al punto in cui i raggi di quell'anno colpirebbero prima la nostra coscienza. Allo stesso modo, tutto il passato della Terra si sta ancora svolgendo, come un occhio concepito per stazionare nello spazio, e spostandosi ora in avanti per catturare il Medioevo, ora a ritroso per osservare Nerone che armeggia sul Grande incendio di Roma. I suoni della sua lira vibrano ancora da qualche parte negli spazi infiniti, perché questa è l'unica Musica delle sfere, voci di generazioni svanite, che ancora turbano l'etere ondulatorio. È tutto lì - ogni supplica, o grido di dolore o clamore di folli moltitudini; ogni mazzetto di canzoni oscene, ogni ninnananna in ogni lingua in cui le madri hanno scosso le loro ragazze a dormire, ogni singhiozzo di gioia o passione.

## Trasposizioni cinematografiche
Alla trama del romanzo sono direttamente ispirate due opere cinematografiche:
- L'uomo che visse nel futuro (The Time Machine, 1960) per la regia di George Pal
- The Time Machine (2002) di Simon Wells, remake del film del 1960

Vari altri film prendono ispirazione dall'opera di Wells, come il film L'uomo venuto dall'impossibile (Time After Time, 1979) di Nicholas Meyer, sviluppando però trame originali.

## Influenza culturale
La macchina del tempo pose immediatamente il suo giovane autore al centro di una grande attenzione.
Divenuto presto immensamente popolare, il romanzo diffuse a livello internazionale la teoria quadrimensionale, che accosta il tempo alle tre grandi dimensioni dello spazio (lunghezza, larghezza e altezza), rendendo conseguentemente plausibile e veritiera la possibilità di un viaggio nel tempo, fino ad allora pura illusione, divenuta cardine della fantascienza successiva.

### Fumetti
Nel numero 84 di Dylan Dog intitolato Zed, Dylan Dog si trova, assieme a un medium il cui aspetto ricorda molto Christopher Lambert, in una sorta di Shangri-La extradimensionale. Entrato in un tempio, vede alcuni uomini che stanno mangiando della frutta. Quando chiede a uno di loro chi ha colto tutta quella frutta, uno di loro risponde che tutto quel cibo glielo portano i Morlock. Dylan Dog ipotizza dunque che il romanzo non sia frutto della fantasia di Wells, ma che lo scrittore abbia visto tutto con i suoi occhi.

## Edizioni
La prima edizione italiana del 1902 titolava il romanzo Un'esplorazione del futuro. Le successive edizioni hanno tutte per titolo La macchina del tempo
- The Time Machine, I ed., 1895.
- Un'esplorazione del futuro, traduzione di P[asquale] De Luca, Collezione di Romanzi Fantastici, Vallardi, 1902.
- La macchina del tempo, traduzione di Anonimo, Collezione Il Romanzo d'Avventure, Milano, Sonzogno, 1924.
- La macchina del tempo, traduzione di Enrico Carpaneto, Milano, Alberto Corticelli, 1926.
- La macchina del tempo, traduzione di Dienne Carter, Collezione Scrittori Italiani e Stranieri n.23, Milano, Editrice Delta, 1929.
- in  Il meglio di H.G. Wells, traduzione di Raffaella Lotteri, Milano, Longanesi, 1955.
- La macchina del tempo, traduzione di Rossana De Michele, Collezione BUR n.1435-1436, Milano, Rizzoli, 1959.
- La macchina del tempo, traduzione di Gino Regini, Torino, UTET, 1960.
- in  Tutti i racconti e i romanzi brevi, traduzione di Piccy Carabelli, Milano, Mursia, 1966.
- La macchina del tempo, traduzione di Bianca Gagni Vercesi, Collezione Classici di ieri e di oggi, Milano, Mondadori, 1972.
- La Macchina del tempo, traduzione di Mario Monti, Collezione Oscar Fantascienza n.89, Milano, Mondadori, 1990.
- La macchina del tempo. L'isola del Dottor Moreau, traduzione di Tullio Dobner e Gianni Pilo, Roma, Newton Compton, 2017, ISBN 978-88-227-0237-1.
- La Macchina del Tempo, traduzione di e cura di Michele Mari, Collana Letture, Torino, Einaudi, 2017, ISBN 978-88-06-23268-9.  - Collana ET Classici, Einaudi, 2019.